# Graeme Obree
Graeme Obree, kallad Flying Scotsman, född 11 september 1965, är en skotsk tävlingscyklist. Han tog timrekordet vid två tillfällen, första gången i juli 1993 och den andra i april 1994. Han utmärkte sig särskilt med att använda en egentillverkad cykel som var specialgjord för hans oortodoxa sittställning. Hans innovationer var en direkt anledning till att internationella cykelunionen, Union Cycliste Internationale, reviderade regelverket för timrekordet.
Han blev också världsmästare i individuellt förföljelselopp åren 1993 och 1995 och valdes in i Skottlands Hall of Fame för idrottare i mars 2010.

## Biografi
Graeme Obree föddes  Nuneaton i Warwickshire i England men han växte upp i Skottland och betraktar sig som skotte. Hans första cykeltävling var ett tempolopp över 10 miles, ungefär 1,7 mil. Han deltog iklädd shorts, anorak och Doc Martenskängor och trodde att mål och start var på samma ställe. Därför avslutade han loppet med 100 meter kvar och hade börjat byta om innan han uppmärksammades på sitt misstag och tog sig i mål med en tid omkring 30 minuter.
Graeme Obree hade stora personliga problem och han försökte ta livet av sig redan i tonåren. Han hade en cykelverkstad som gick dåligt när han bestämde sig för att försöka sig på timrekordet trots att han var förhållandevis okänd. Rekordet innehades då av Francesco Moser som tog det 1984.
För ändamålet specialbyggde han en cykel som han döpte till Old Faithfull. Han använde samma rullningslager som i sin tvättmaskin, eftersom han imponerades av hur enkelt den roterade, vilket väckte stor uppmärksamhet och det hette att han "byggt en cykel av tvättmaskindelar". Framförallt var cykeln specialbyggd för hans sittställning med fötterna väldigt tätt ihop och armarna instoppade under kroppen. Styret var helt rakt och mycket kort och placerat nära sadeln så att det hamnade under revbenen på honom och armarna hölls under eller nära kroppen. Det fanns inget horisontell stödrör eftersom ett sådant skulle kollidera med hans knän. Dessutom var det ovanligt smalt mellan pedalerna och cykeln hade bara en halv framgaffel, det vill säga den satt bara ihop med framhjulet på högersida. Gaffelhalvan var gjord med så smalt tvärsnitt som möjligt. Sittställningen var tänkt att ge minsta möjliga luftmotstånd och mesta möjliga pedalkraft utan att bryta mot internationella cykelunionens regler för cykelns form. Liggcyklar är effektivare men förbjöds av unionen redan på 1930-talet.

## Timrekorden
Graeme Obree hyrde idrottshallen Vikingskipet i Hamar i Norge. Vikingskibet byggdes till skridskotävlingarna i olympiska vinterspelen 1994 men hade tillfälligt byggts om till världsmästerskapen i bancykling 1993. Därför fanns det en förstklassig velodrom som han hyrde i ett dygn, mellan den 16 och 17 juli 1993. Första försöket misslyckades med nästan en kilometer så han beslutade sig för att försöka igen nästa dag, inom de 24 timmarna. För att hans kropp inte skulle stelna under natten drack han stora mängder vatten och varje gång han var tvungen att gå på toaletten stretchade han. Hans andra försök påbörjades klockan åtta på morgonen i en övergiven idrottshall. Graeme Obree cyklade 51,596 kilometer vilket var en förbättring av rekordet med 445 meter.
Rekordet förlorades redan en vecka senare till den brittiska OS-medaljören Chris Boardman. Han slog rekordet i Bordeaux i Frankrike på en cykel med bärande delar byggda av kolfiber och ett triathlonstyre.
Knappt ett år senare, den 19 april 1994, återtog Graeme Obree rekordet på samma bana som Chris Boardman använt. Han skruvade fast sina skor i pedalerna eftersom han tappat fotfästet vid starten i de nationella mästerskapen. Hans nya rekord var på 52,713 kilometer. Det slogs i september samma år av den spanska cyklisten Miguel Indurain.

## Old Faithful förbjuds
Internationella cykelunionen, UCI, gillade inte utvecklingen och de många och stora förbättringarna av rekorden. Bland annat förbjöds den cykelposition som Graeme Obree utvecklat. Han fick reda på det en timme innan han skulle starta i världsmästerskapen i förföljelselopp och diskvalificerades eftersom han vägrade byta position.
Graeme Obree utvecklade en annan ställning, Stålmannenställningen, med armarna utsträckta rakt framåt. Han vann världsmästerskapen i förföljelselopp 1995 med den ställningen och en modifierad Old Faithful. Även den ställningen förbjöds.

## Professionell karriär
Graeme Obree tog timrekorden som amatör. Han skaffade licens som professionell cyklist efter att ha vunnit sitt första världsmästerskap. Han värvades av det franska laget Le Groupement men avskedades efter att inte ha dykt upp på ett träningsläger.

## Bok och film
År 2003 gav Graeme Obree ut sin självbiografi med namnet The Flying Scotsman, den filmatiserades med samma namn med Jonny Lee Miller och Billy Boyd i huvudrollerna. Filmen hade premiär på Edinburgh International Film Festival år 2006.